# 辻野かなみ
辻野 かなみ（つじの かなみ、1999年6月2日 - ）は、日本のアイドル、女優、タレント。超ときめき♡宣伝部のメンバー。埼玉県出身。スターダストプロモーション所属。

## 略歴
小学6年生の時に原宿で複数社からスカウトされ、受け取った名刺のなかで一番有名なスターダストを祖父が選択した。中学進学後の2012年5月11日に事務所入り。
2014年4月より私立輝女学園のメンバーとなり、ゲーブルテレビ番組『私立輝女学園〜KAGAJO.COM〜』（J:COM）にレギュラー出演開始。
2014年9月には私立輝女学園メンバーの中から選抜された「私立輝女学園 音楽部」の一員としてシングルを2枚リリースした。
2015年4月11日、『生放送!!私立輝女学園SEASON2』（J:COM）初回放送にて私立輝女学園メンバーの中から選抜された番組の宣伝を担うグループ「ときめき♡宣伝部」（現 超ときめき♡宣伝部）が結成され、ときめき♡ブルー（現 超ときめき♡ブルー）担当になる。グループで唯一の20世紀生まれであり、宣伝部長（リーダー）である。
2016年2月の1ヶ月間『60TRY部』（ラジオ日本）の水曜レギュラーとなった。
2016年12月31日、ソロ曲として配信限定シングル『ツヨクなる』（作詞：YOKOOK・浅利進吾、作曲：浅利進吾）がiTunes限定で配信が開始された。
2018年7月から9月にかけて『キミスタ』（テレビ東京）に「「アイドル」のタマゴ」として多数出演した。
2022年に辻野かなみプロデュースブランド「Charme Rose」（シャルムローズ）を立ち上げた。
2023年、春に髪をナチュラルに茶色く染め、12月15日にデジタル写真集『mignon』をリリースした。
2024年5月18日、みずほPayPayドーム福岡のソフトバンク-西武戦にて始球式を務めた。
2024年12月25日、辻野かなみ1st写真集『Kanami Tsujino』を発売した。
2025年4月11日より『60TRY部』（ラジオ日本）の金曜レギュラー（毎週金曜18:00 - 21:00）となった。
2025年6月3日、ソロ曲として配信限定シングル『Happy time』（作詞：MUTEKI DEAD SNAKE、作曲：めんま）が配信開始された。

## 人物
- 趣味は器械運動、ギネス記録挑戦、パステルアート、カメラ、ファッション、旅行
- 特技はバック転、アクロバット、器械体操（小2から高1まで8年間）、料理、キャラ弁、動画編集
- 2022年に自身がプロデュースするブランド「Charme Rose」（シャルムローズ）を立ち上げモデルを務めた。2023年にデジタル写真集『mignon』、2024年に1st写真集『Kanami Tsujino』を発売した。ファッションショーに出演したり、雑誌やWEBのメイク企画などに掲載されることがある。チャームポイントは目と頬[19]。
- 食生活アドバイザーの資格を持っていて[1]、美容と健康に気を使っている。サラダにエゴマ油や醤油をかけて食べたり、揚げ物は身体に悪くない油をセレクトして家で作って食べたり、飲むお酢のような体にいいものを摂取したり、こだわっている[20]。
- 「声がいいね」「声が好き」[21]と褒められることが多く、グループではファンクラブコンテンツ「あなたのお耳をもぅ、離さない♡」を毎週月曜に更新したり、楽曲のセリフパートを担当することがある。2025年4月からラジオ日本『60TRY部』の金曜パーソナリティを務めている。
- 好きな食べ物はクッキー、ハンバーグ
- 好きな言葉は感謝
- ペットショップを通りかかったときに愛犬くまの瞳にロックオンされ、熱望の末に一緒に暮らすことになったというエピソードがある[22]。
- 鬼滅の刃などのキャラ弁を作ることもある[23]。
- 辻野の辻は点2つ（二点しんにょう）が正式。
- 初めて買ったCDは、ももいろクローバーZの『行くぜっ!怪盗少女』[24]
- 女優の工藤美桜と高校時代から親交がある。[25]

## 出演
※ 超ときめき♡宣伝部（旧 ときめき♡宣伝部）、私立輝女学園、STAR PLANET（旧 STARDUST PLANET）としての出演はそれぞれのページを参照。

### テレビ
- ナンシー関のいた17年（2014年12月14日、BSプレミアム）[1]
- キミスタ（2018年7月11日深夜、25日深夜、8月8日深夜、22日深夜、9月5日深夜、19日深夜、26日深夜、テレビ東京）[26]
- The Gift（2020年9月14日、日本テレビ）[1]
- 全力坂（2021年2月8日深夜、2月25日深夜、テレビ朝日）[27]
- インフルエンス（第三話 2021年4月3日、WOWOW 連続ドラマW）[1]
- 趣味どきっ!（2023年9月4日、NHK Eテレ）[1]
- 沼にハマってきいてみた（2024年12月7日、NHK Eテレ）[28]
- ラヴィット!特別企画「KISUKE2025 新春」最強運芸能人決定戦（2025年1月1日深夜、TBS系列） - 菅田愛貴と共に出演 [29]
- ラヴィット!（2025年1月23日[30]、6月3日、8月8日、8月15日 VTR、8月20日、TBS系列）
- ポケモンとどこいく!?（2025年1月26日、テレビ東京系列） - 吉川ひよりと共に出演[31]
- 有吉ゼミ（2025年1月27日、日本テレビ系列）[32]
- 土曜スペシャル はらぺこぱ ローカルグルメはしご旅6 東京築地〜茨城水戸（2025年4月26日、テレビ東京系列）[33]
- 世界まる見え!テレビ特捜部（2025年6月2日、日本テレビ系列）
- チャリ飯旅9 魅力度日本一！函館で港町グルメ＆極上スイーツ食べ尽しSP（2025年8月17日、テレビ東京）

### ラジオ
- 60TRY部（ラジオ日本）
  - 水曜レギュラー（2016年2月3日 - 24日）[6]
  - 金曜レギュラー（2025年4月11日 - 、毎週金曜18:00 - 21:00）[34] - ライブ配信アプリ「17LIVE」で映像もライブ配信[18]
  - ゲスト出演多数
- ミューコミVR（2022年3月6日、ニッポン放送） - 吉川ひよりと共に出演
- 吉川ひよりの超♡まっ茶りタイム!（2024年12月9日、FM FUJI）

### 舞台
- 少女劇団いとをかし第一回公演『その日の教室では』(2014年9月6日〜7日、川崎市アートセンターアルテリオ小劇場)
- 少女劇団いとをかし第二回公演『ともだちの数え方』(2015年1月31日〜2月1日、ラゾーナ川崎プラザソル)
- 少女劇団いとをかし第三回公演『シーパー』(2015年9月5日〜9月6日、川崎市アートセンターアルテリオ小劇場)
- 少女劇団いとをかし第四回公演『シーパーREMAKE』(2016年2月13日〜2月14日、ラゾーナ川崎プラザソル）

### CM
- 明光義塾スチール・イメージキャラクター＜広告＞（2013年1月1日〜）
- 進研ゼミ 高1MyVision4月号＜広告＞
- 株式会社ジュピターテレコム（J:COM)「J:COM MOBILE」

### WEB
- ポテトかいつか ほくほく山（2018年11月27日 - 2020年11月26日）
- 柚姫の部屋（2020年7月20日 2021年10月18日、YouTube）
- 緊急生配信！「AYAKARNIVAL2021」を考える（2021年11月5日、YouTube「Momoiro Clover Z Channel」）[35]

### プロデュース
- 辻野かなみプロデュースブランド「Charme Rose」（シャルムローズ、2022年立ち上げ）

### イベント
- LARME fes vol.1（2024年10月6日、東京ガーデンシアター）
- BABY, THE STARS SHINE BRIGHT ファッションショー（2025年2月2日、ヒカリエホール）[36]
- 「TikTok BEAUTY FEST」オフラインイベント（2025年4月20日、渋谷スクランブルスクエア）[37]
- LARME FES'25（2025年10月26日、東京ガーデンシアター）

### 生誕祭
1. 2016年6月5日 - ときめき♡ブルー辻野かなみ生誕祭（千葉・ららぽーと柏の葉）※リリースイベントを兼ねる
2. 2017年6月4日 - ときめき♡ブルーかなみん生誕祭（埼玉・響の森桶川市民ホール）
3. 2018年6月3日 - ときめき♡ブルーかなみん生誕祭（埼玉・響の森桶川市民ホール）
4. 2019年6月1日 - ときめき♡ブルーかなみん生誕祭（東京・Mt.RAINIER HALL SHIBUYA）
5. 2020年7月24日 - 超ときめき♡ブルーかなみん生誕祭「つじの～んびリズム2020」※無観客生配信ライブ
6. 2021年6月19日 - 超ときめき♡ブルー 辻野かなみ生誕祭「つじの～んびリズム2021」※無観客生配信ライブ
7. 2022年6月2日 - 辻野かなみ生誕祭 Youtubeトーク生配信♡ ※YouTube生配信[38]
8. 2023年6月2日 - 辻野かなみバースデイパーティー生配信♡ ※YouTube生配信[39]
9. 2024年6月2日 - 辻野かなみ誕生日生配信♡ ※YouTube生配信[40]
10. 2025年6月2日 - 辻野かなみ誕生日生配信♡ ※YouTube生配信[41]

### その他
- 読売新聞「編集手帳」朗報チャンネル公式SNS（広告）
- 東京都消費生活総合センター啓発動画「ホントに“いいね！”？ その契約」[42]
- 辻野かなみ×ヴィレッジヴァンガード コラボグッズ（2021年）[43]

## 書籍
- 愛犬と行く旅2019〜2020（2019年6月28日、交通タイムス社）
- ビッグコミックスピリッツ 51号（2024年11月18日、小学館） - 表紙と巻頭グラビア[44]
- IDOL FILE Vol.34（2024年11月29日、ロックスエンタテインメント） - 表紙[45]

### 写真集
- デジタル写真集『mignon』(2023年12月15日、LARME) [46]
- 辻野かなみ1st写真集『Kanami Tsujino』（2024年12月25日発売、SDP）[47][48]

## 超ときめき♡宣伝部としての活動
担当カラーは、超ときめき♡ブルー。メンバーの最年長であり、部長を務めている。出席番号は、結成当時から1。
公式ファンクラブ「超ときめき♡宣伝本部」でメンバーコンテンツ「あなたのお耳をもぅ、離さない♡」を毎週月曜日に更新している。
2016年に開催された「わくわくどきどき♡むてきなソロ曲争奪グランプリ」で優勝し、同年12月30日のワンマンライブ「ときめき♡宣伝部のどきどき♡クリスマスパーティーvol.2」でソロ曲「ツヨクなる」を披露した。2017年3月11日の女性限定ライブでは、とき宣で一番女子力のあるメンバーを決める対決に挑戦し1位を獲得した。
2018年12月24日のクリスマスライブで「私たちがずっと掲げてきた目標は日本武道館です。そこに1歩近づくためにも2000人キャパを満員にしてライブすることを誓います。目標は叶えるためにあるものだと思っています」と力強く決意を表明した。
同じ埼玉県出身の小泉遥香と「さいたまスーパーアリーナをペーパークラフトでつくり、1日でも早くイベントを再開できる日をみんなで祈ろう」というプロジェクトに参加したことがきっかけとなり、さいたまスーパーアリーナでの無観客ライブ開催が決定した。そのライブの最後では「さいたまスーパーアリーナでライブができる日までみんなが安全でいられますように」という願いを込めてオレンジ色のだるまに片目を入れ、宣伝部員と共にこの会場に帰ってくることを固く誓った。
アルバム「ときめきがすべて」に収録された楽曲「エンドレス」で初めてリード曲の落ちサビを任されることになり「挫けそうになったこともたくさんあったけど諦めずに続けてきて良かったと嬉しい気持ちでいっぱいです。」とコメントした。2018年のインタビューで「（歌うのが）苦手でもこういう（歌ったりする）活動をしたいなと言う子がいたら絶対に挑戦した方が良いと思います。」「挑戦すると一気に世界が変わります。その一歩で人生が変わるので、やってみたいという子がいたら絶対に勇気を振り絞ってやってほしいと思います。」と語っており、2023年に少女漫画雑誌ちゃおの取材で読者（ちゃおっ娘）に向けて「自分の限界を決めずに、これからもいろいろなことに挑戦して楽しい毎日をお過ごしください！」とメッセージを贈っている。
結成メンバーの吉川ひよりとは特に仲が良く（かなぴよ）、ホームパーティーを開催したり、海外旅行へ行ったりしている。2024年に吉川ひより作詞の楽曲「未完成ガール」で念願の歌い出しパートを初めて担当した。